# زبان خیتانی
خیتان یا Kitan ( Khitai؛ چینی :契丹語، Qìdānyǔ)، همچنین به عنوان شناخته شده لیائو، یک زبان منقرض شده در شمال شرق آسیا بوده است. گفته می‌شود خیتان زبان رسمی دودمان لیائو (۹۰۷–۱۱۲۵) و قراختاییان (۱۱۲۴–۱۱۲۸) بوده است.

## طبقه‌بندی
به نظر می‌رسد که خیتان با زبان‌های مغولی ارتباط داشته باشد. یوهان جانهونن می‌گوید: خیتان از برخی جهات زبانی بود که با زبانهای مغولی در مغولستان که از لحاظ تاریخی شناخته شده بودند تفاوت اساسی داشت. اگر این نظر صحیح باشد، در واقع، خیتان به عنوان بهترین طبقه‌بندی یک زبان پارا مغولی است 
الکساندر ووین (۲۰۱۷) استدلال می‌کند که خیتان چندین  وام واژه کره‌ای دارد. از آنجایی که هر دو از سلسله گوگوریو کره و خاندان خیتان ، لیائو ادعا می‌کردند که آنان جانشین گوگوریو هستند، گفته شده ممکن است کلمات کره‌ای در خیتان از زبان گوگوریو وام گرفته شده باشد.

## تاریخچه
تاریخچه لیائو شامل چندین کلمات خیتان که  رونویسی شده با حروف چینی با عنوان «واژه نامه زبان ملی» (國語解). در فصل ۱۱۶ یافت شده‌است.
امپراتور Qianlong از سلسله چینگ ، مردم ختای و زبان آنان را با شناسایی Solons نامیده ، او خود با استفاده از زبان سولون به رونوشت شخصیت چینی از نام خیتان در تاریخ لیائو در خود امپریال لیائو-جین یوان ذکر کرده است.
سلسله لیائو به زبان خیتان با اصطلاح Guoyu 國語 «زبان ملی» اشاره می‌کرد که همچنین توسط سایر سلسله‌های چینی غیر هان در چین برای اشاره به زبان‌های آنها مانند منچوی چینگ، مغولی کلاسیک در زمان سلسله یوان، یورچن استفاده می‌شد ، اشاره می کردند. حتی امروزه از ماندارین در تایوان با نام Guoyu یاد می‌شود.

## واژگان
چندین سیستم بسته از موارد واژگانی خیتان وجود دارد که اطلاعات سیستماتیک برای آنها در دسترس است. در زیر لیستی از کلمات در این سیستم‌های بسته شبیه به زبان مغولی آمده‌است. معادل مغولی و دائور پس از ترجمه انگلیسی آورده شده‌است:
| خیتان   | ترجمه     | خط مغولی | تلفظ مغولی مدرن | دائور |
| ------- | --------- | -------- | --------------- | ----- |
| heu.ur  | بهار      | قابور    | هاوار           | هور   |
| ju.un   | تابستان   | جون      | زون             | نجیر  |
| n.am.ur | فصل پاییز | نامور    | نامار           | نامار |
| u.ul    | زمستان    | ابول     | آوول            | اوول  |